# Cantón de Pamiers-Este
El cantón de Pamiers-Este era una división administrativa francesa, que estaba situada en el departamento de Ariège y la región de Mediodía-Pirineos.

## Composición
El cantón estaba formado por nueve comunas, más una fracción de la comuna que le daba su nombre:
- Arvigna
- Bonnac
- La Tour-du-Crieu
- Le Carlaret
- Les Issards
- Les Pujols
- Ludiès
- Pamiers (fracción)
- Saint-Amadou
- Villeneuve-du-Paréage

## Supresión del cantón de Pamiers-Este
En aplicación del Decreto nº 2014-174 de 18 de febrero de 2014, el cantón de Pamiers-Este fue suprimido el 22 de marzo de 2015 y sus 10 comunas pasaron a formar parte; siete del nuevo cantón de Pamiers-2 y dos del nuevo cantón de Puertas de Ariège.